# Lapuebla de Labarca
Lapuebla de Labarca – gmina w Hiszpanii, w prowincji Araba, w Kraju Basków, o powierzchni 5,99 km². W 2011 roku gmina liczyła 848 mieszkańców.